# Иперпир
Иперпир, иперпер (греч. ὑπέρπυρον), или сверхчистая номисма (νόμισμα ὑπέρπυρον) — византийская золотая монета конца XI — середины XIV веков.

## История
Иперпир сменил номисму (византийский вариант солида), на протяжении семи столетий сохранявшую высокое содержание золота (24 карата), но с 1030-х годов начавшую обесцениваться из-за непрерывных политических и финансовых неурядиц, сопровождавшихся порчей монеты. К 1080-м годам содержание золота в номисме упало до 30 %. В 1092 император Алексей I Комнин провёл монетную реформу, выпустив новую золотую монету в форме скифаты, прежнего веса (4,45 грамм), но с меньшим содержанием золота (20—21 карат). Возможно, сам термин «иперпир» появился раньше, и в XI веке уже служил названием какого-то из многочисленных монетных выпусков.
В период правления Комнинов и Ангелов содержание золота в иперпире почти не менялось (примерно 850 проба), во времена Никейской империи снизилось до 18 карат (750 проба), при Михаиле VIII составляло 15 карат (625 проба), а при Андронике II упало до 12 карат (500 проба). Иперпиры Андроника III, Иоанна V и Иоанна VI содержали менее 50 % золота, фактически представляя собой монеты, отчеканенные из электра. К середине 1340-x гражданская война, сокращение территории, глубокий экономический упадок и невозможность конкуренции с итальянскими валютами привела к прекращению Византией выпуска собственной золотой монеты. Последние иперпиры были выпущены при Иоанне VI Кантакузине. Название использовалось до конца существования империи в качестве обозначения счётных денег.

## Имитации
В западноевропейских и южнославянских языках было заимствовано в различных формах (лат. perperum, ит. perpero, серб. перпер). По образцу иперпира Иван Асень II в первой половине XIII века чеканил болгарскую перперу, а Стефан Душан в середине XIV века — сербский перпер; Дубровницкая республика в конце XVII — начале XIX века выпускала монету под названием дубровницкая перпера.